# Dipteryx alata
Dipteryx alata (baru) es una especie de leguminosa (familia Fabaceae).

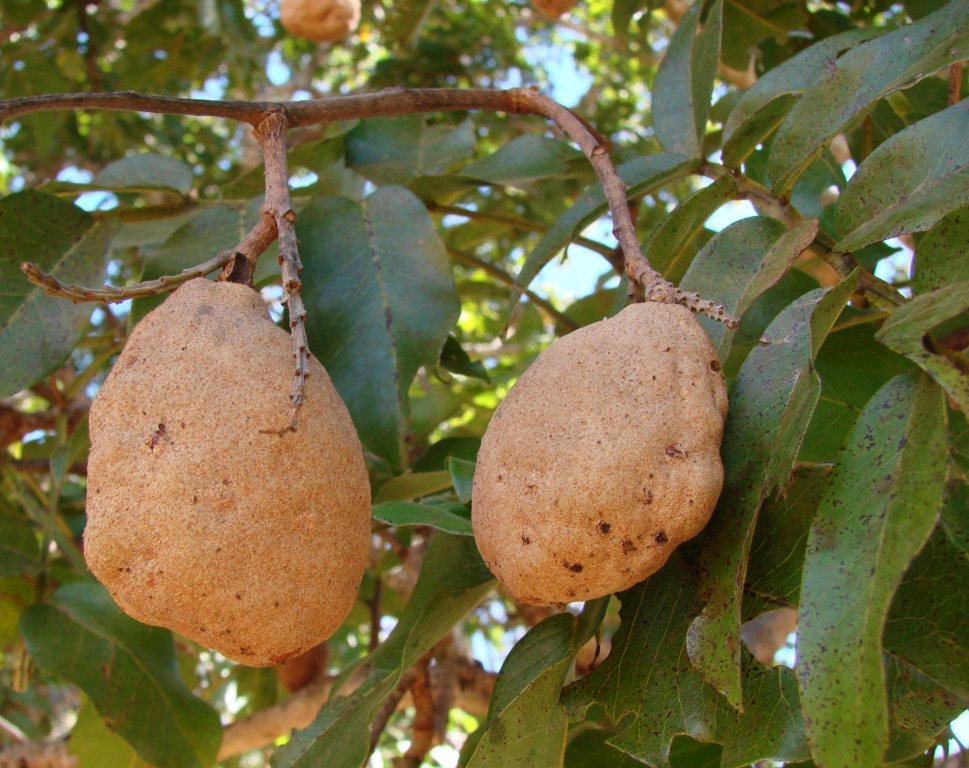
Frutos de Dipteryx alata

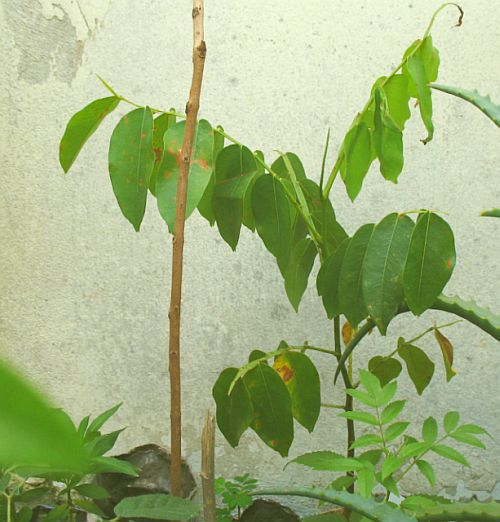
Hojas

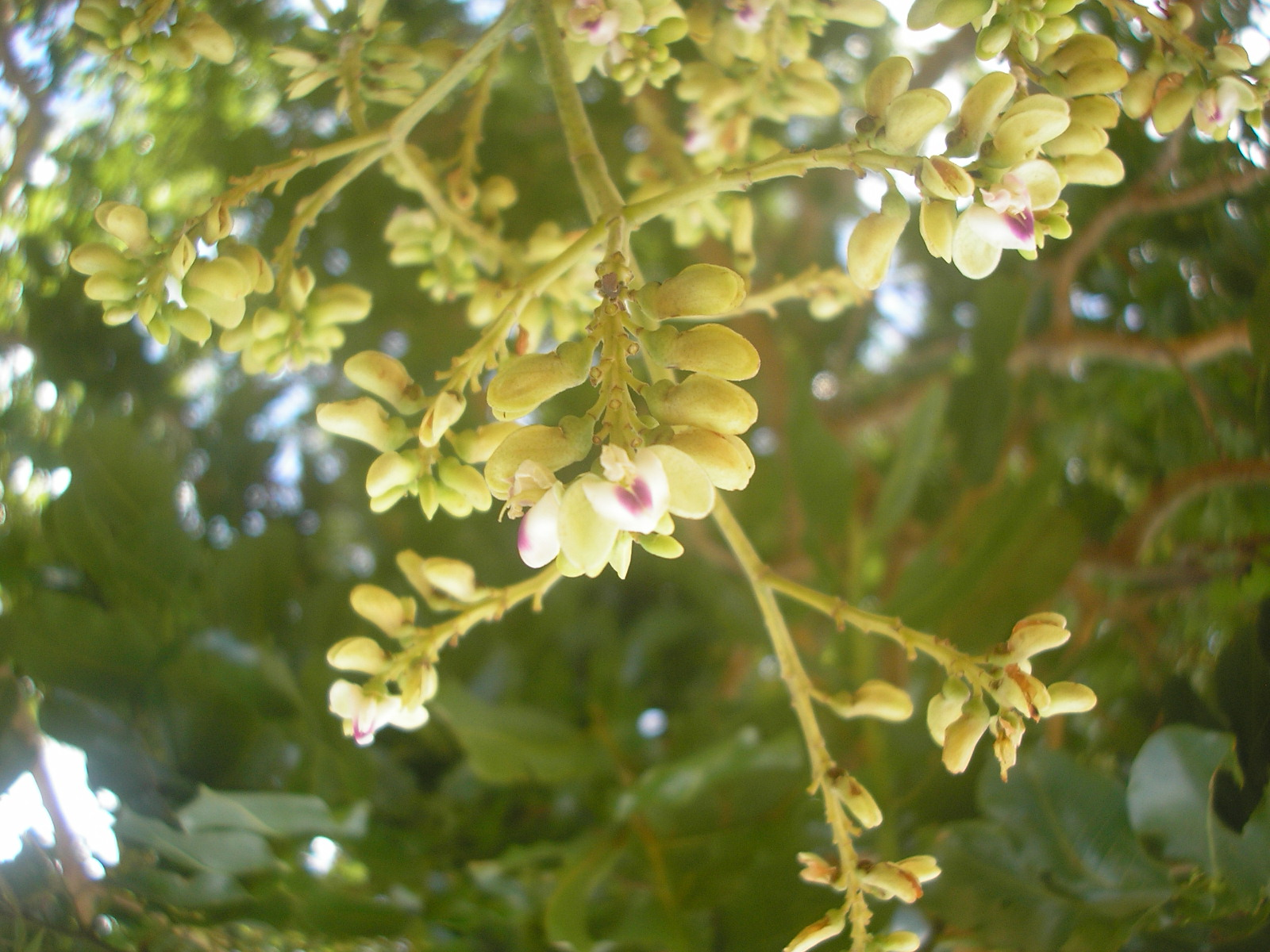
Flores

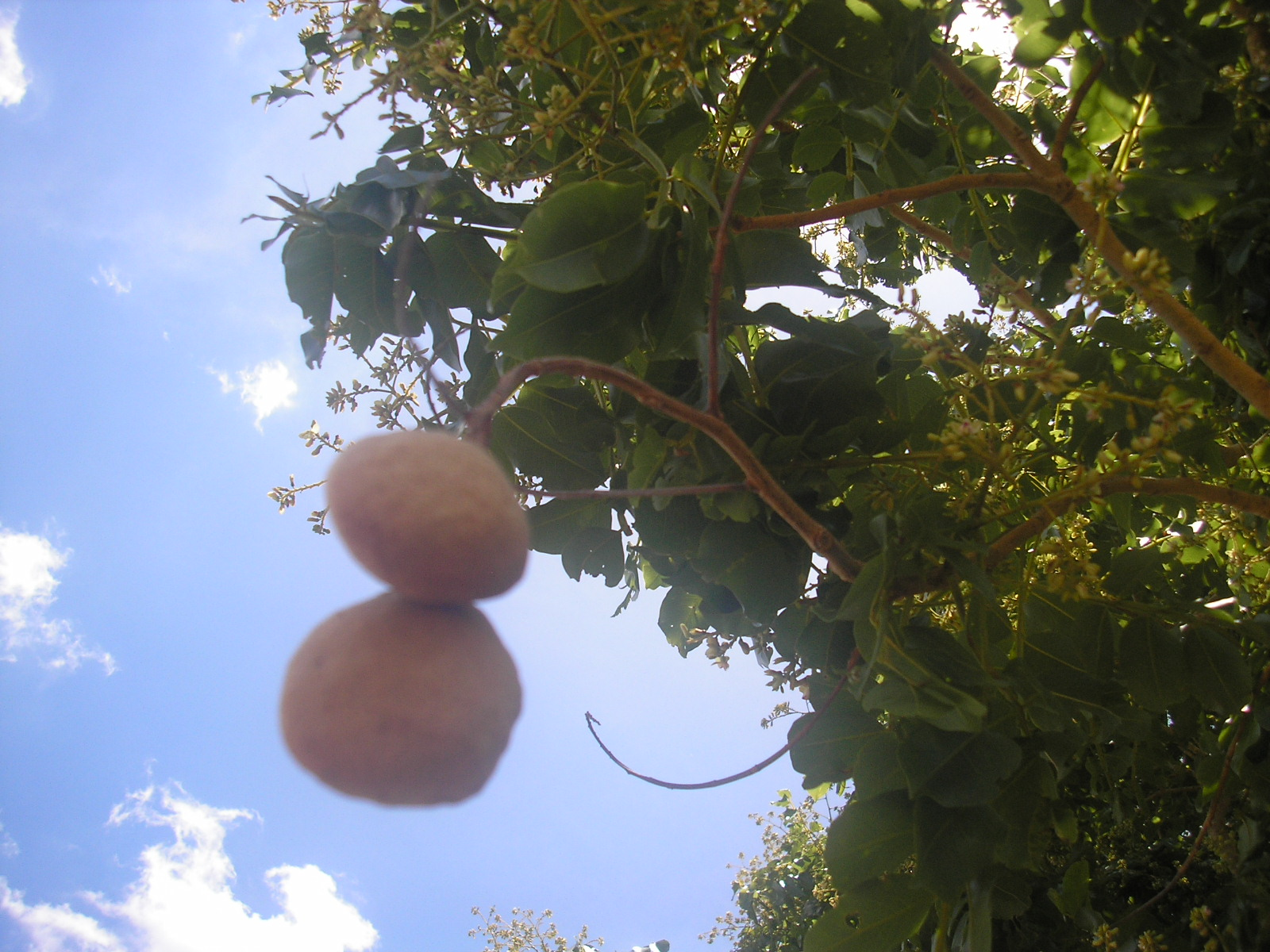
Frutos

## Descripción
Es un árbol de gran tamaño, normalmente se conoce como "baruzeiro" (árbol del baru) en portugués y su fruto, unas habas leñosas de gran tamaño similares a almendrucos (almendras con cáscara) son conocidos como baru. Otros nombres además de baru son cumaru, cumbaru, barujo, coco-feijão, cumarurana, emburena-brava, feijão-coco, y pau-cumaru.
El árbol puede llegar a medir hasta 25 m de altura, 0,7 m de diámetro y tienen una vida útil de sesenta años. Un árbol produce una media de alrededor de 150 kg de baru por cosecha.
Sus frutos marrones son recolectados bien una vez que han caído el suelo o bien directamente del árbol cuando están maduros pero todavía no han precipitado. Un Baru pesa, de media, unos 25g; de los cuales aproximadamente un 30% es pulpa, un 65% correspondería al endocarpio leñoso y la semilla (la almendra de Baru, aunque realmente es un fríjol o haba –cabe recordar que es una leguminosa) constituye tan sólo un 5%.

## Distribución y hábitat
Se encuentra sólo en el Cerrado región de Brasil y la región de Chiquitano del este de Bolivia; está amenazada por la pérdida de hábitat. Históricamente se ha utilizado como madera, para la producción de carbón y para dar sombra en los potreros. Los frutos se utilizan como alimento para el ganado bovino y son también una importante fuente de alimento para los pequeños mamíferos, roedores, aves, murciélagos, etc. También son consumidos por personas.

## Usos
La pulpa de la fruta es dulce y se puede consumir fresca, pero también se utiliza para la fabricación de mermeladas, jaleas y licores; los frijoles (almendras baru) son ricos en sabor y normalmente se sirven después de ser tostados y salados o como parte de cualquier número de platos que incluyen pan, pasteles, salsa de pesto y helados; Además, el aceite extraído de las almendras se puede utilizar como un ingrediente culinario o en muchas otras formas variadas. Baru es rico en proteínas, fibras, magnesio, potasio y hierro y tiene un alto contenido energético.
| Por 100 g      | Por 100 g |
| -------------- | --------- |
| Proteína       | 23.9 g    |
| Total grasa    | 38.2 g    |
| Grasa saturada | 7.18 g    |
| Grasa insat    | 31.02 g   |
| Total fibra    | 13.4 g    |
| Carbohidratos  | 15.8 g    |
| Calcium        | 140 mg    |
| Potassium      | 827 mg    |
| Fósforo        | 358 mg    |
| Magnesium      | 178 mg    |
| Cobre          | 1.45 mg   |
| Hierro         | 4.24 mg   |
| Manganeso      | 4.9 mg    |
| Zinc           | 4.1 mg    |
| Calorías       | 502       |

## Taxonomía
Dipteryx alata fue descrito por Julius Rudolph Theodor Vogel y publicado en Linnaea 11: 383. 1837.
Sinonimia
- Coumarouna alata (Vogel) Taub.
- Cumaruna alata (Vogel) Kuntze
- Dipteryx pteropus Mart.
- Dipteryx pterota Benth.[3]